# Шпанија на Европском првенству у атлетици у дворани 1974.
Шпанија је учествовала на 5. Европском првенству у дворани 1974 одржаном у дворани Скандинавијум у Гетеборгу, (Шведска), 9. и 10. марта 1974.  У петом учешћу на европским првенствима у дворани репрезентацију Шпаније представљало је 7  атлетичара који су се такмичили у исто толико дисциплина.
На овом првенству Шпанија није освојила ниједну медаљу,нити је оборен неки национални рекор. Тројица атлетичара оборили су личне рекорде.
У табели успешности (према броју и пласману такмичара који су учествовали у финалним такмичењима (првих 8 такмичара)) Шпаније је делила 17. место са репрезентацијама Данске и Норвешке и 5 освојених бодова  од 22 земље које су имале представнике у финалу,  односно само Аустрија, Ирска и Луксембург нису имали нијеног финалисту.
| Плас. | Земља   | 1. место | 2. место | 3. место | 4. место | 5. место | 6. место | 7. место | 8. место | Бр. финал. - Бод. |
| ----- | ------- | -------- | -------- | -------- | -------- | -------- | -------- | -------- | -------- | ----------------- |
| =17.  | Шпанија | −        | −        | −        | −        | −        | −        | 2 − 2    | 1 − 1    | 3 − 5             |

## Учесници
| Бр. | Дисциплина   | Мушкарци          | Жене | Укупно |
| --- | ------------ | ----------------- | ---- | ------ |
| 1.  | 60 м         | Хозе Луис Санчез  |      | 1      |
| 2.  | 800 м        | Антонио Фернандез |      | 1      |
| 3.  | 3.000 м      | Антонио Бургос    |      | 1      |
| 4.  | 60 м препоне | Хорхе Запата      |      | 1      |
| 5.  | Скок увис    | Мартин Перармау   |      | 1      |
| 6.  | Скок удаљ    | Рафаел Бланкер    |      | 1      |
| 7.  | Троскок      | Маријано Перез    |      | 1      |
|     | Укупно (7)   | 7                 | 0    | 7      |

## Резултати

### Мушкарци
| Атлетичар         | Дисциплина   | Лични рекорд | Квалификације | Квалификације | Полуфинале           | Полуфинале           | Финале               | Финале   | Детаљи |
| Атлетичар         | Дисциплина   | Лични рекорд | Резултат      | Место         | Резултат             | Место                | Резултат             | Место    | Детаљи |
| ----------------- | ------------ | ------------ | ------------- | ------------- | -------------------- | -------------------- | -------------------- | -------- | ------ |
| Хозе Луис Санчез  | 60 м         |              | 6,96 ЛРд      | 6. у гр. 3    | Није се квалификовао | Није се квалификовао | Није се квалификовао | 23. / 24 |        |
| Антонио Фернандез | 800 м        | 1:49,83      | 1:52,89       | 4. у гр. 5    | Није се квалификовао | Није се квалификовао | Није се квалификовао | 12 / 12  |        |
| Антонио Бургос    | 3.000 м      |              | 8:00,90       | 4. у гр. 2    |                      |                      | 7:56,25 ЛРд          | 7./ 15   |        |
| Антинио Фернандез | 60 м препоне |              | 8,11          | 2 у гр. 2 КВ  | 1:50,79              | 6./ 18               |                      |          |        |
| Хуан Бораз        | 1.500 м      | 3:47,16      | 3:54,82       | 7. у гр. 2/   | Није се квалификовао | 15./ 16              |                      |          |        |
| Антонио Бургос    | 3.000 м      |              | 8:03,93       | 7. у гр. 2/   | Није се квалификовао | 15./ 16              |                      |          |        |
| Хорхе Запата      | 60 м препоне |              | 8,11          | 2. у гр. 4    | Није се квалификовао | 14. / 16             |                      |          |        |
| Марти Перарнау    | скок увис    |              |               |               |                      |                      | 2,05                 | 18./23   |        |
| Рафаел Бланкер    | скок удаљ    |              | 7.69          | 7./12         |                      |                      |                      |          |        |
| Маријано Перез    | троскок      |              | 15,68 ЛРд     | 8./10         |                      |                      |                      |          |        |

## Биланс медаља Шпаније после 5. Европског првенства у дворани 1970—1974.
|     | ЕП     |   |   |   |   | УП  |
| 1.  | 1970.  | 0 | 1 | 2 | 3 | 9   |
| 2.  | 1971.  | 0 | 0 | 0 | 0 | 12  |
| 3.  | 1972.  | 0 | 0 | 0 | 0 | 12  |
| 4.  | 1973.  | 0 | 0 | 0 | 0 | =16 |
| 5.  | 1974.  | 0 | 0 | 0 | 0 | =18 |
| 1—4 | Укупно | 0 | 1 | 2 | 3 | =18 |
| --- | ------ | - | - | - | - | --- |

|                                        | Атлетичар                              | Земља                                  |                                        |                                        |                                        |                                        |
| Није било вишеструких освајача медаља. | Није било вишеструких освајача медаља. | Није било вишеструких освајача медаља. | Није било вишеструких освајача медаља. | Није било вишеструких освајача медаља. | Није било вишеструких освајача медаља. | Није било вишеструких освајача медаља. |
| -------------------------------------- | -------------------------------------- | -------------------------------------- | -------------------------------------- | -------------------------------------- | -------------------------------------- | -------------------------------------- |

## Шпански освајачи медаља после 5. Европског првенства 1970—1974.
|    | Атлетичар/ка            | м  | ж | ЕП       | Дисциплина |   |   |   |   |
| -- | ----------------------- | -- | - | -------- | ---------- | - | - | - | - |
| 1. | Хуан Бороз              | м  |   | 1970.    | 800 м      |   |   |   |   |
| 2. | Хавијер Алварез Салгадо | м  |   | 1970.    | 3.000 м    |   |   |   |   |
| 3. | Рафаел Бланкер          | [м |   | 1970.    | скок удаљ  |   |   |   | 3 |
|    | Укупно                  | 3  | 0 | 1970—74. |            | 0 | 1 | 2 | 3 |